# Olympiastützpunkt Rhein-Ruhr

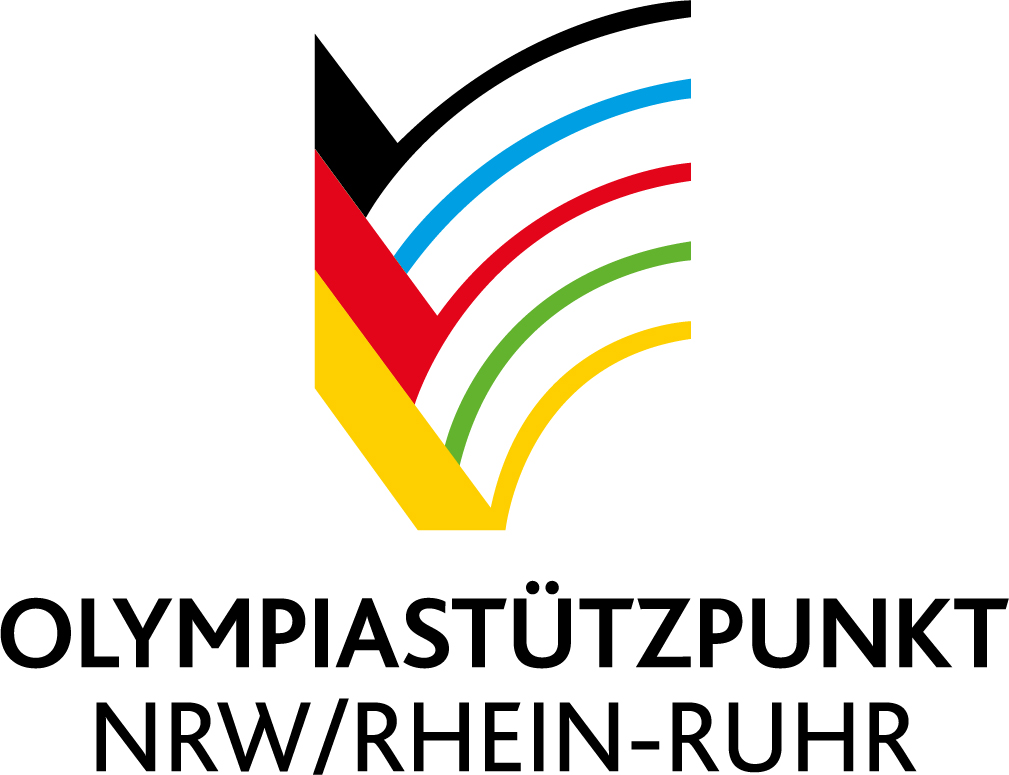

Der Olympiastützpunkt NRW/Rhein-Ruhr im Landessportbund Nordrhein-Westfalen e. V. ist eine sportartübergreifende Betreuungs- und Serviceeinrichtung des Spitzensports für Bundeskaderathleten und herausragende Landeskader sowie deren Trainern.

## Geschichte
Der Olympiastützpunkt NRW/Rhein-Ruhr wurde 1987 zunächst in der Trägerschaft des „Verein pro Ruhrgebiet“ mit Sitz der OSP-Zentrale in Duisburg gegründet.
Ende 1989 erfolgte zum einen ein Übergang in den eigenständigen und im Vereinsregister eingetragenen „Trägerverein Olympiastützpunkt Ruhr-West e. V.“ sowie ein Wechsel des Standortes nach Essen auf das Gelände des Alfried-Krupp Krankenhauses. Dieser Standort wurde vor dem Hintergrund ausgewählt, die schon bestehende gute Zusammenarbeit mit dem Krankenhaus weiter auszubauen. Entsprechend dem Einzugsgebiet des Olympiastützpunktes, das die Regionen Essen, Düsseldorf, Duisburg, Grefrath, Krefeld, Mülheim an der Ruhr und Wuppertal umfasst, wurde im Jahr 1996 eine Umbenennung in „Trägerverein Olympiastützpunkt Rhein-Ruhr“ vorgenommen.
Seit dem 1. Januar 2019 ist die Trägerschaft aller drei Olympiastützpunkte in Nordrhein-Westfalen (Westfalen, Rhein-Ruhr und Rheinland) an den Landessportbund NRW übergegangen. Die Firmierung des Olympiastützpunktes in Essen lautet nun „Olympiastützpunkt NRW/Rhein-Ruhr im Landessportbund NRW e.V.“.
Leiter des OSP NRW/Rhein-Ruhr ist Volker Lauer.

## Gliederung und Struktur

### Standorte

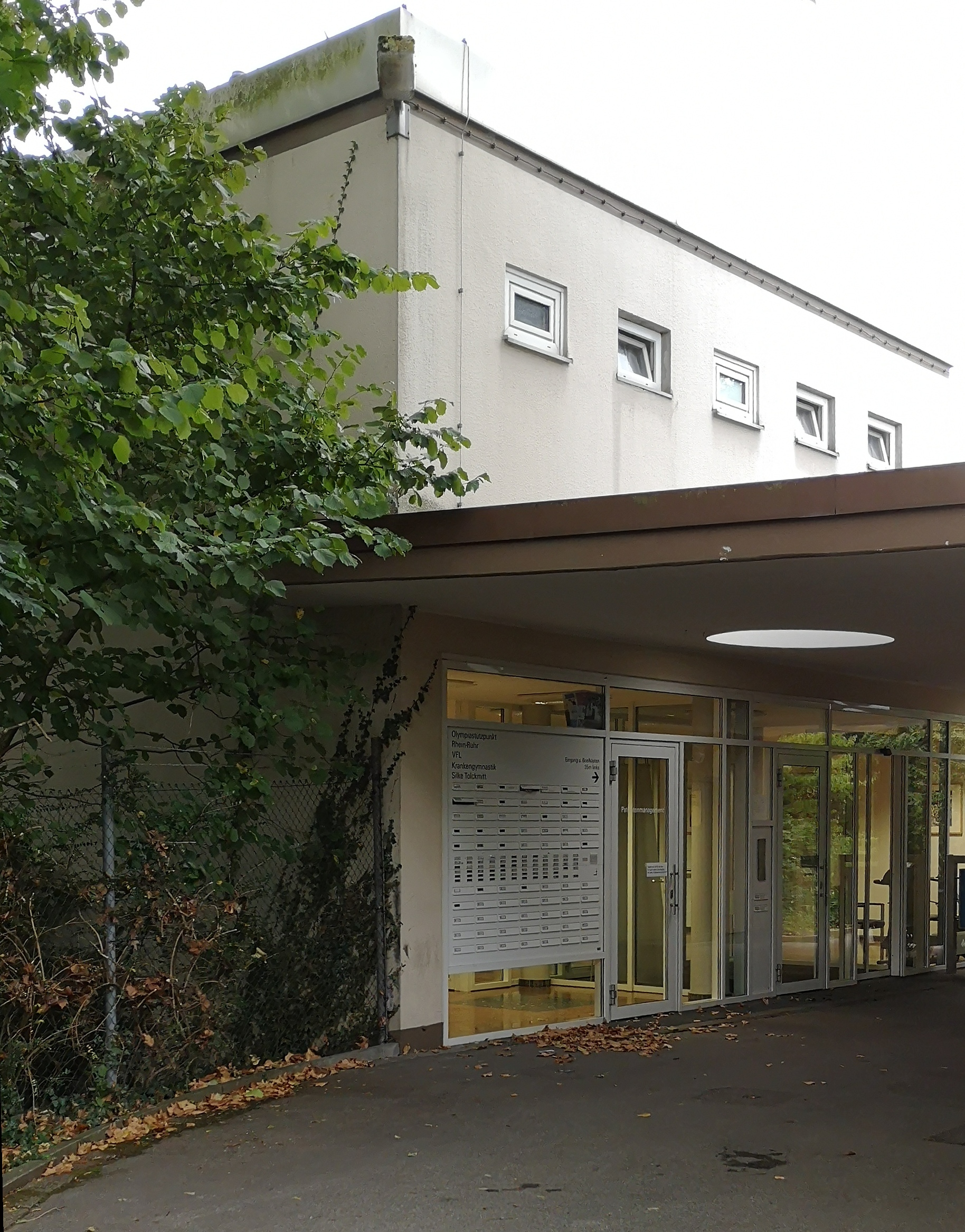
Olympiastützpunkt Rhein-Ruhr (Alfried Krupp Krankenhaus)

Die Zentrale des Olympiastützpunkts NRW/Rhein-Ruhr liegt in der Wittekindstraße 62 in Essen-Rüttenscheid auf dem Gelände des Alfried Krupp Krankenhauses. Neben der Zentrale befinden sich weitere Sportzentren in Essen, Düsseldorf, Mülheim, Wuppertal, Krefeld und Duisburg.

### Sportarten und Schwerpunkte
Der OSP NRW/Rhein-Ruhr betreut Kaderathleten in den Kategorien Olympiakader (OK), Perspektivkader (PK), Ergänzungskader (EK), Nachwuchskader 1 (NK1), Nachwuchskader 2 (NK2) und dem Landeskader (LK).
Insgesamt sind 24 olympische Sportarten über den Standort abgedeckt. Dazu zählen Badminton, Eishockey, Eisschnelllauf, Freiwasserschwimmen, Fußball, Handball, Hockey, Kanu-Rennsport, Kanu-Slalom, Karate, Leichtathletik, Radsport, Ringen, Rudern, Schwimmen, Segeln, Skateboard, Softball, Sportklettern, Tennis, Tischtennis, Triathlon, Volleyball und Wasserball.
Hinzukommen noch acht paralympische Disziplinen. Dazu zählen Para Badminton, Para Leichtathletik, Para Radsport, Para Schwimmen, Para Tischtennis, Rollstuhlbasketball, Rollstuhltennis und Sitzvolleyball.
Außerdem betreut der OSP NRW/Rhein-Ruhr auch elf Sportarten des Gehörlosensports. Dazu zählen Badminton, Basketball, Beachvolleyball, Bowling, Fußball, Futsal, Golf, Handball, Leichtathletik, Tennis und Volleyball.

### Aufgaben
Der OSP NRW/Rhein-Ruhr bietet Spitzensportlern und deren Trainern, Vereinen und Verbänden eine umfassende persönliche Betreuung und Beratung auf höchstem Niveau.
Im Focus stehen dabei die Bereiche Gesundheitsmanagement (Medizin, Physiotherapie, Rehabilitationstraining), Leistungsoptimierung (Physiologische, biomechanische und visuelle Leistungsdiagnostik, Ernährungsberatung, Sportpsychologie) sowie die Laufbahnberatung/Duale Karriereplanung.
Das Eintreten für einen humanen, manipulationsfreien und fairen Leistungssport ist Basis aller Dienstleistungen, die Spitzensportlern olympischer und paralympischer Sportarten gleichermaßen angeboten werden.

### Eliteschule des Sports
Das Helmholtz-Gymnasium ist gemeinsam mit der Elsa-Brändström-Realschule in Essen als Eliteschule des Sports an den Olympiastützpunkt NRW/Rhein-Ruhr angebunden.
Auch das Sport- und Tanzinternat Essen, das YONEX Badmintoninternat in Mülheim und das Deutsche Tischtennis-Internat in Düsseldorf werden über den Olympiastützpunkt NRW/Rhein-Ruhr betreut. Gleiches gilt für die NRW-Sportschulen in Essen, Mülheim und Düsseldorf.